# Les Tourreilles
Les Tourreilles è un comune francese di 391 abitanti situato nel dipartimento dell'Alta Garonna nella regione dell'Occitania.

## Società

### Evoluzione demografica
Abitanti censiti